# 和日镇
和日镇，是中华人民共和国青海省黄南藏族自治州泽库县下辖的一个乡镇级行政单位。
2014年，青海省人民政府批复同意撤销和日乡，设立和日镇。

## 行政区划
和日镇下辖以下地区：
和日村、东科日村牧委会、华科日村、吉隆村牧委会、四麻村、唐德村牧委会、哈拉村、羊旗村牧委会、叶木贡村牧委会、直根木村、直和麻日村、尕叶合村、秀恰村牧委会和亚合齐村。